# 伊予来目部小楯

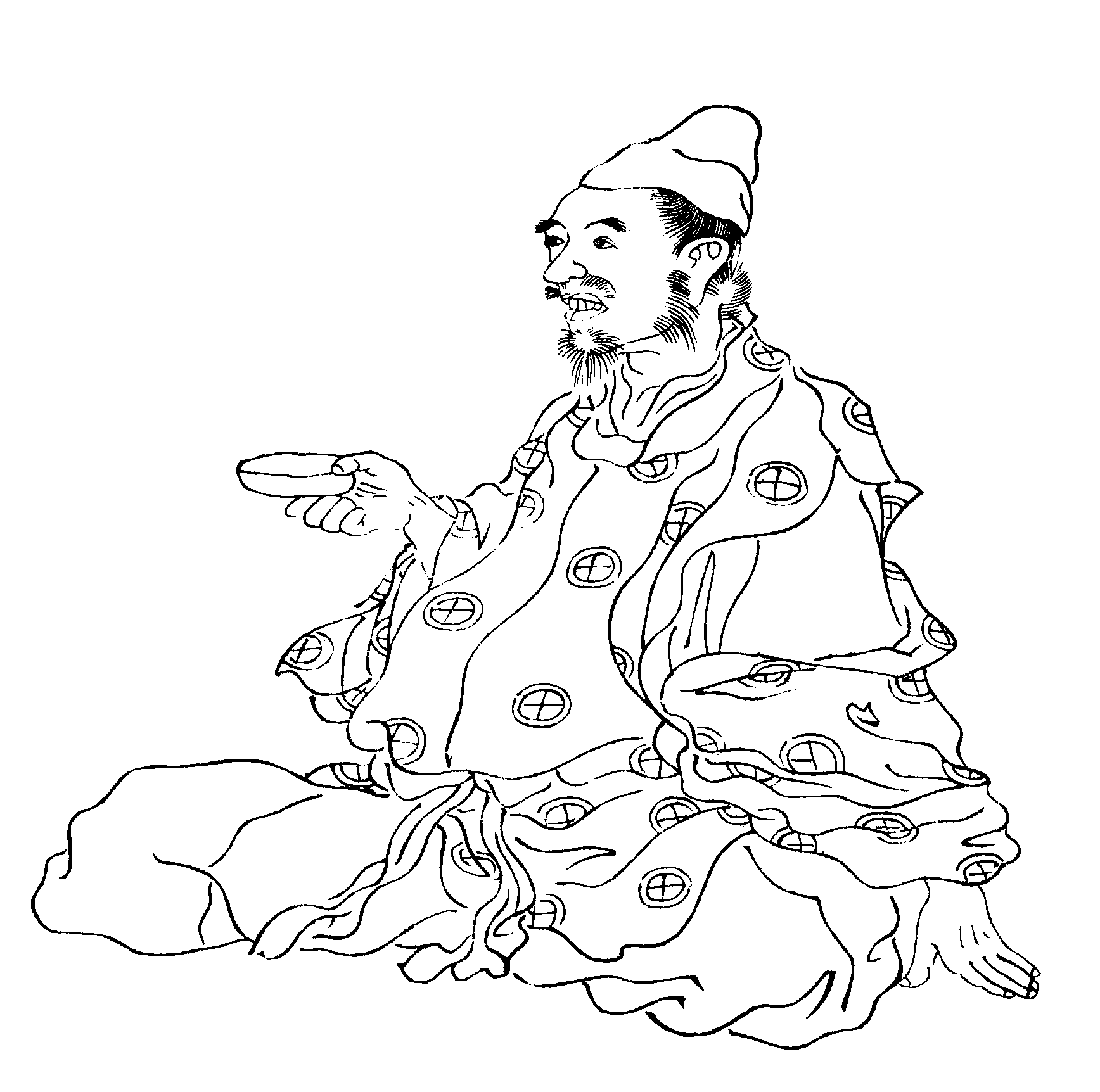
伊予来目部小楯（『前賢故実』より）

伊予来目部小楯（いよのくめべ の おたて）または山部小楯（やまべ の おたて）は、日本古代の官吏。豪族。

## 経歴
『日本書紀』・『古事記』・『播磨国風土記』の記述によると、以下の通りになる。
清寧天皇2年（481年）11月、小楯は播磨国司（針間国宰、はりまのくにのみこともち）として大嘗祭（だいじょうさい）の供奉料の新穀を徴収するため派遣された。『書紀』では赤石郡縮見屯倉（しじみ の みやけ）、『古事記』では志自牟（しじむ）、『風土記』では「志深（ししみ）の里」の、忍海部造細目（おしぬみべ の みやつこ ほそめ）の新室（にいむろ）の酒宴の席で、牛飼となって隠れていた市辺押磐皇子（いちのべ の おしは の みこ）の遺子、億計（おけ）・弘計（をけ）両王を発見し、民衆を動員して仮宮を建てさせた上で、朝廷に報告した。清寧天皇は驚き、さらに非常に喜んだという。485年、小楯はその功で山官（やまのつかさ）に任じられ、山部氏と連の姓を与えられた。そして「吉備臣」を副（そいつかい）として「山守辺」（やまもりべ）を部民とした、とある。

## 考証
父親の皇子が殺された際に、億計・弘計二王は最初に丹波国余社郡（よさぐん）から播磨国赤石郡に逃れているが、『播磨国風土記』によると、宍禾郡（しさわぐん）比治里（ひじのさと）は孝徳天皇の時代に揖保郡（いいぼぐん）を分けて宍禾郡を設置する際に「山部比治」（やまべ の ひじ）が里長になっており、彼の名に因んで名づけたものだという。同じ郡の安師里（あなしのさと）も、元々は「山守里」といい、山部三馬（やまべ の みうま）が里長であったと記載されている（「安師」と改名したのは、川の名前に因んだもので、川の名は安師比売という神の名によるものだという）。藤原宮跡・平城宮跡から出土される木簡からも
とあり、宍粟郡の山部の存在が分かる。
このほか、石山寺所蔵の天平6年（734年）11月書写の播磨国賀茂郡既多寺の知識経の中には、山直（やまのあたい）一族である「上麻呂」・「乙知女」・「恵徳」の名が記載されている。正倉院文書からも山直一族が 多加郡賀美（かみ）郷に住んでいたことが分かる。写経生「山部宿禰針間麻呂（播磨麻呂、はりままろ）」の名前も播磨国との関連性を物語っている。
山部氏は法隆寺ともつながりが深く、大和国平群郡一帯（現在の奈良県斑鳩町）に大勢力を築いていたらしい。『法隆寺伽藍縁起并流記資財帳』によると、法隆寺は播磨国揖保郡に5ヶ所、印南郡（いなみぐん）と飾磨郡（しかまぐん）に16ヶ所の山林丘嶋を有し、一帯の海浜も領有している。推古天皇14年（606年）、聖徳太子は天皇への勝鬘経・ 法華経購読の料として、水田50万代（100町）を揖保郡に賜ったという。
これらのことから、播磨国は山部、山部直、彼らを管掌する山部連と密接に関係があり、二王が発見されたのは偶然ではないと推定される。

## 伝承
愛媛県松山市の高家八幡神社には、神八井耳命の子・健磐龍命の第3男子の健岩古命が伊予の賊を征伐し、伊予の岩古山に住み、久米部山部小楯の遠祖となったという伝説がある。